# Millettia fordii
Millettia fordii är en ärtväxtart som beskrevs av Stephen Troyte Dunn. Millettia fordii ingår i släktet Millettia och familjen ärtväxter. Inga underarter finns listade i Catalogue of Life.